# مات وولي
مات وولي (بالإنجليزية: Matt Woolley)‏ هو لاعب كرة قدم بريطاني في مركز الوسط، ولد في 22 فبراير 1982 في مانشستر في المملكة المتحدة. لعب مع ستوكبورت كونتي وماكليسفيلد تاون.